# Primocerioides
Primocerioides là một chi ruồi trong họ Syrphidae.